# Ủy ban Thường vụ Quốc phòng Đoàn Chủ tịch Ban Chấp hành Trung ương Đảng Cộng sản Liên Xô
Ủy ban Thường vụ Quốc phòng Đoàn Chủ tịch Ban Chấp hành Trung ương Đảng Cộng sản Liên Xô (tiếng Nga: Постоянная комиссия по вопросам обороны при Президиуме ЦК КПСС) là một trong ba Ủy ban thường vụ của Đoàn Chủ tịch Trung ương Đảng Cộng sản Liên Xô.
Ủy ban được thành lập vào ngày 18/10/1952, tại cuộc họp Đoàn chủ tịch Trung ương Đảng, Ủy ban Thường vụ Quốc phòng Đoàn Chủ tịch Trung ương Đảng được thành lập dựa trên sự phân tách của Ủy ban Thường vụ Đối ngoại Đoàn Chủ tịch Trung ương Đảng.
Ủy ban chịu trách nhiệm là cơ quan kiểm soát các vấn đề quân sự trong thời gian Đoàn Chủ tịch không tổ chức phiên họp. Ủy ban gồm Chủ tịch, ủy viên và thư ký. Thành viên của Ủy ban được Đoàn Chủ tịch Trung ương Đảng bổ nhiệm và miễn nhiệm, các thành viên của Ủy ban thường là Ủy viên Đoàn Chủ tịch Trung ương Đảng.
Chủ tịch Ủy ban là ủy viên Đoàn Chủ tịch chịu trách nhiệm báo cáo với Đoàn Chủ tịch Trung ương Đảng và trực tiếp cho Iosif Stalin. Định kỳ Ủy ban một tháng tổ chức 2 - 3 phiên họp, và có thể triệu tập phiên họp bất thường nếu thấy cần thiết.
Sau khi Stalin qua đời, ngày 5/3/1953, cơ chế Ủy ban Thường vụ bị bãi bỏ, Ủy ban bị bãi bỏ.

## Thành viên
| Chức vụ  | Tên                               | Nhiệm kỳ            | Chức vụ khác                                                                           | Ghi chú khác |
| -------- | --------------------------------- | ------------------- | -------------------------------------------------------------------------------------- | ------------ |
| Chủ tịch | Nikolai Bulganin (1895-1975)      | 18/10/1952-5/3/1953 | Ủy viên Đoàn Chủ tịch Trung ương Đảng Phó Chủ tịch thứ nhất Hội đồng Bộ trưởng Liên Xô |              |
| Ủy viên  | Lavrentiy Beriya (1899-1953)      | 18/10/1952-5/3/1953 | Ủy viên Đoàn Chủ tịch Trung ương Đảng Phó Chủ tịch Hội đồng Bộ trưởng Liên Xô          |              |
| Ủy viên  | Kliment Voroshilov (1883-1969)    | 18/10/1952-5/3/1953 | Ủy viên Đoàn Chủ tịch Trung ương Đảng Phó Chủ tịch Hội đồng Bộ trưởng Liên Xô          |              |
| Ủy viên  | Lazar Kaganovich (1893-1991)      | 18/10/1952-5/3/1953 | Ủy viên Đoàn Chủ tịch Trung ương Đảng Phó Chủ tịch Hội đồng Bộ trưởng Liên Xô          |              |
| Ủy viên  | Vyacheslav Malyshev (1902-1957)   | 18/10/1952-5/3/1953 | Ủy viên Đoàn Chủ tịch Trung ương Đảng Phó Chủ tịch Hội đồng Bộ trưởng Liên Xô          |              |
| Ủy viên  | Mikhail Pervukhin (1904–1978)     | 18/10/1952-5/3/1953 | Ủy viên Đoàn Chủ tịch Trung ương Đảng Phó Chủ tịch Hội đồng Bộ trưởng Liên Xô          |              |
| Ủy viên  | Maksim Saburov (1900–1977)        | 18/10/1952-5/3/1953 | Ủy viên Đoàn Chủ tịch Trung ương Đảng Chủ tịch Ủy ban Kế hoạch Nhà nước                |              |
| Ủy viên  | Leonid Brezhnev (1906–1982)       | 19/11/1952-5/3/1953 | Ủy viên dự khuyết Đoàn Chủ tịch Trung ương Đảng Bí thư Trung ương Đảng                 |              |
| Ủy viên  | Aleksandr Vasilevskiy (1895-1977) | 18/10/1952-5/3/1953 | Ủy viên Trung ương Đảng Bộ trưởng Bộ Chiến tranh Liên Xô                               |              |
| Ủy viên  | Nikolay Kuznetsov (1904-1974)     | 18/10/1952-5/3/1953 | Ủy viên Trung ương Đảng Bộ trưởng Bộ Hải quân Liên Xô                                  |              |
| Ủy viên  | Semon Zakharov (1906-1986)        | 18/10/1952-5/3/1953 | Ủy viên dự khuyết Trung ương Đảng Chính ủy Quân chủng Hải quân Liên Xô                 |              |
| Thư ký   | Grigory Gromov (1903–1973)        | 18/10/1952-5/3/1953 | Ủy viên Ủy ban Kiểm toán Trung ương Đảng                                               |              |